# Pradera y sabana de Terai-Duar
La  pradera y sabana de Terai-Duares es una estrecha ecorregión de tierras bajas en la base del Himalaya, de unos 25 km de ancho y una continuación de la llanura del Ganges. Es coloquialmente llamada Terai en la cuenca del Ganges al este de Nepal, también Dooars en Bengala Occidental, Bangladés, Bután y Assam al este del río Brahmaputra. Las praderas más altas del mundo se encuentran en esta ecorregión y son las más amenazadas y raras de todo el mundo.

## Ubicación y descripción
Este bioma tropical y subtropical se extiende desde el oeste de Bután hasta el sur de Nepal, hacia el oeste hasta Banke, cubriendo los valles  de Dang y Deukhuri a lo largo del río Rapti y los valles indios de Bhabar y Doon. Los extremos cruzan la frontera en los estados de la India de Uttar Pradesh y Bihar. Las zonas oriental y central son más húmedas que el extremo occidental.
En Nepal, los humedales de la Reserva de Vida Silvestre Koshi Tappu, Beeshazar Tal en la zona de amortiguación del Parque Nacional de Chitwan, el embalse de Jagdishpur y el Ghodaghodi Tal son los sitios Ramsar designados. La reserva de fauna de Sukla Phanta es la mayor zona de pasto continuo de Nepal.

## Flora
La  pradera y sabana de Terai-Duares son un mosaico de praderas de riberas altas, sabanas y  bosques de hoja perenne  y caducifolios, dependiendo de la calidad del suelo y la cantidad de lluvia que recibe cada área. Las praderas del Terai en Nepal están entre las más altas del mundo, y son mantenidas por sedimentos depositados por las inundaciones anuales del monzón. Las gramíneas incluyen la hierba del baruwa y del kans (Saccharum spontaneum), que rápidamente se establece después de la retirada de las aguas del monzón. En las zonas más altas, el árbol dominante es el sal (Shorea robusta), que puede llegar a alcanzar una altura de 45 m. El cinturón también contiene bosque caducifolio tropical ribereño que comprende Mallotus philippensis, jamun, árbol de algodón, Trewia nudiflora y Garuga pinnata.

## Fauna
La ecorregión es hábitat para un gran número de especies de mamíferos y aves. Cabe destacar el gran número de rinocerontes de un cuerno más grandes en peligro de extinción y tigres de Bengala, así como elefantes asiáticos, osos perezosos y leopardos indios.
En el Parque Nacional Chitwan de Nepal, se contaron más de 400 rinocerontes en 2008 y 125 tigres adultos fueron registrados durante un conteo realizado entre diciembre de 2009 y marzo de 2010, que abarcó una superficie de 1.261 km². El Parque Nacional Bardia de Nepal y la Reserva de Vida Silvestre Sukla Phanta, y los Parques Nacionales Valmiki y Dudhwa de la India albergan casi 100 tigres. Chitwan, junto con la Reserva de Vida Silvestre Parsa, es de gran importancia, especialmente para los tigres y el leopardo longibando. Los herbívoros que se alimentan en las praderas incluyen cinco especies de ciervo, barasingha, sambar, chital, ciervo porcino y muntjac junto con cuatro grandes animales, elefante asiático, rinoceronte, gaur y nilgó.  Los mamíferos en peligro encontrados aquí incluyen al búfalo de agua salvaje y la casi endémica liebre híspida (Caprolagus hispidus).
Las praderas son también el hogar de una serie de reptiles que incluyen el gavial del Ganges el cocodrilo de las marismas y varios trioníquidos (tortugas de caparazón blando).
Las praderas cubren parcialmente dos Áreas BirdLife Internacional de Aves Endémicas, el Himalaya Central EBA en el oeste de Nepal y el extremo occidental de las llanuras de Assam EBA al sur de Bután. Hay tres especies de aves casi endémicas, incluyendo la perdicilla de Manipur (Perdicula manipurensis). Las 44 especies de aves amenazadas y en declive de los pastizales son el sisón bengalí  (Houbaropsis bengalensis), el  sisón de penacho (Sypheotides indica), la grulla sarus (Grus antigone) y la (Graminicola bengalensis).

## Amenazas y conservación
BhabharAunque la densidad de población ha sido baja, ahora está creciendo, especialmente en el cinturón sureño de Terai y gran parte de la ecorregión se ha convertido en tierras de cultivo, ya que el bosque fue talado para obtener madera, aunque las Reserva de Vida Silvestre Sukla Phanta, Chitwan, Bardia y Dudhwa National Parks , algunas de las cuales fueron coto de caza real, conservan importantes secciones de hábitat y albergan algunas de las mayores concentraciones de rinocerontes y tigres que quedan en el sur de Asia. Las áreas de pastizales altos, que en particular se han reducido mucho para tierras de cultivo, son de especial importancia para la conservación. Mientras tanto, el bosque restante se encuentra principalmente en el cinturón bhabhar más seco, con algunas manchas forestales en el Parque Nacional Chitwan.